# 아유월치
아유월치(阿惟越致, 산스크리트어 avivartika)는 대승불교 보살의 한 경지이다.

## 설명
대승불교에서, 보살은 유월치 보살과 아유월치 보살의 둘로 나뉜다.
아유월치는 불퇴(不退), 무퇴(無退), 불퇴전(不退轉), 불퇴위(不退位), 아비발치(阿鞞跋致)라고도 번역한다. 반드시 부처가 되는 지위이며, 보살위에서 타락하여 범부가 되지 않는다.
아미타불의 극락세계의 중생으로 태어나는 사람들은 모두 불퇴전의 경지에 있는 아비발치(阿鞞跋致)이며, 그 중 대부분이 일생보처(一生補處)이다. (불설아미타경)
보살도를 실천하여 아미타부처님 국토에 태어나고자 하는 자는 그 사람이 그렇게 한 이후에 모두 마땅히 아유월치 보살의 지위를 얻는다. 그리고 아유월치 보살인 자는 모두 마땅히 32상(相)과 자마금빛의 몸의 색깔과 80종호(種號)를 갖추게 되고, 또한 모두 마땅히 부처를 이루게 된다. (아미타삼야삼불살루불단과도인도경)
아비달마불교의 유부(有部)에서는 불퇴의 경지에 이른 단계를 사선근위(四善根位) 중에서 인위(忍位)라고 보았고, 대승불교에서는 십주(十住)의 제7주를 불퇴전주(不退轉住)라고 하였다.
금강정유가경의 대본 18회 중에서 제15회의 일부분에 해당하는 금강장장엄반야바라밀다교중일분(金剛場莊嚴般若波羅蜜多敎中一分)에서는 불퇴전을 다음과 같이 설명한다. 보살의 열 가지 분위[十分位]가 있으니, 말하자면 발심(發心)분위ㆍ동진(童眞)분위ㆍ초습업(初習業)분위ㆍ수행(修行)분위ㆍ생귀(生貴)분위ㆍ상응구족(相應具足)분위ㆍ정심(正心)분위ㆍ불퇴전(不退轉)분위ㆍ득관정(得灌頂)분위ㆍ일생보처(一生補處)분위다.
불퇴전 보살마하살은 온갖 성문·독각·외도·악마 등이 파괴하거나 그 마음을 항복시켜 깨달음에서 물러나게 하지 못한다. (대반야바라밀다경)
보살에 네 가지가 있으니, 첫째는 처음 보리심을 낸 자요, 둘째는 보리도를 닦아 행하는 데 있는 자요, 셋째는 보리에서 견고하게 물러나지 않는 자요, 넷째는 한 생이면 부처의 지위에 있게 되는 자이다. 신발의(新發意) 보살, 구발의(久發意) 보살, 불퇴전(不退轉) 보살, 일생보처(一生補處) 보살이다. 처음 발심한 보살은 부처님의 상호를 보고는 곧 보리심을 내며, 수행하는 보살은 부처님이 원만히 갖춘 온갖 착한 법을 보고는 곧 보리심을 내며, 물러나지 않는 보살은 여래의 몸과 모든 법이 다 평등함을 보며, 한 생이면 부처의 지위에 있게 되는 보살은 여래가 지닌 온갖 공덕과 법까지도 보지 않는데, 혜안(慧眼)이 분명하고 청정함을 얻었기 때문이며, 두 가지 소견을 끊었기 때문이며, 지혜가 청정하여졌기 때문이니, 만약에 청정함과 청정하지 아니함도 보지 않으며, 청정하지 않음과 청정하지 않지도 않음을 보지 않는다면 곧 깨닫게 된다. 신발의 보살이란 초발심(初發心)을 일으킨 보살로서, 아뇩다라삼먁삼보리를 얻고자 마음을 일으킨 것이다. 구발의 보살이란 이러한 마음을 일으킨 지 오래된 보살이란 의미로, 육바라밀의 실천을 통해 이러한 마음을 꾸준히 지켜나가는 보살이다. 불퇴전 보살이란 지혜를 얻고자 일으킨 마음이 더 이상 줄어듦이 없이 견고하며 확고한 보살이란 의미이다. 이 보살은 반야나 공의 가르침을 들어도 놀라거나 물러서는 일이 없는 지혜와 선정의 힘을 갖춘 보살이다. 일생보처의 보살이란 마지막 한 생을 보살로서 실천 정진하면 다음 생에 부처가 될 것이 예정된 보살이다. (대방등대집경 해혜보살품)
불퇴전 보살을 7지보살이라고도 하고 8지보살이라고도 한다. 영락본업경에서는 "11지의 등각위(等覺位)가 일생보처 보살의 지위가 된다"고 했으니, 이 지(地)에서 보현행이 원만해져 12지에서 묘각여래(妙覺如來)가 되기 때문에 이를 일생(一生)의 주(主)로 삼는 것이다. (신화엄경론)

## 깨달음
중국, 한국의 대승불교에서는 많은 고승들이 깨달음을 얻었다고 하지만, 석가모니불 다음의 부처님은 미륵불이라고 예정되어 있어서, 많은 스님들이 말하는 깨달음이 12지 묘각여래의 경지를 말하는 것인지는, 분명하지 않다. 도솔천에 살고 있는 미륵보살이 11지 등각위의 일생보처 보살이라는 것이 각종 불경에 쓰여있는 바라서, 일생보처 보살 조차도 여러명이 있을 수 없다는 견해가 지배적이다. 따라서, 대승불교에서는 참선을 하여 이번 생에 불퇴전 보살이 되는 것을 목표로 하는 흐름이 있으며, 불퇴전 보살이 되는 것을 크게 깨달았다고 표현하는 일련의 흐름이 존재한다.

## 관세음보살
관세음보살은 먼 옛날 천광왕정주여래(天光王靜住如來) 앞에서, "어떤 중생이 대비신주(大悲神呪, 신묘장구대다라니)를 외우고도 극락세계에 왕생하지 못하는 이가 있다면 나는 맹세코 성불하지 않으리라."고 서원했다. 초지보살이던 관세음보살은 천광왕정주여래가 준 신묘장구대다라니를 외우고, 즉시 8지보살이 되었다. 이후에 깨달아 관음여래가 되었다. 즉, 초지보살이 신묘장구대다라니를 암송하면, 즉시 8지보살인 아비발치 보살이 되어, 아비발치 보살만이 태어날 수 있다는 극락세계에 태어나게 된다.

## 정토사상
불교 수행자들이 수행을 하여, 이번생에 깨달아 부처가 되는 것 말고, 사바세계의 주인은 석가모니이고, 다음 용화세계의 주인은 미륵불이어서, 현재 11지 등각위 보살, 일생보처 보살인 미륵보살이 도솔정토를 주관하고 있어서, 그 도솔천에 왕생하고자 하는 것을 정토사상이라고 한다. 즉, 불교 수행을 하다가 죽어서 천국에 가겠다는 사상이다.
이 곳은 예토이며, 천국을 정토라고 한다. 정토는, 최초로 등장한 도솔정토 보다는 그 다음에 유행하게 된 아미타불의 극락정토가 매우 유명하다. 불교도가 극락세계에서 태어나려면, 부지런히 명상 수행을 하여 아유월치 보살이 되어야만, 극락세계에 태어날 1차적인 자격이 된다. 따라서, 불교도의 목적은, 현생에 석가모니불처럼 부처님이 되는 것은, 너무 힘들기 때문에, 아유월치 보살까지만 되어서, 다음생에 극락세계에 태어나고자 기도한다.
신라시대에, 문맹이 가득하던 시절, 일반 서민들에게 나무아미타불만 계속 암송하면, 죽어서 극락세계에 태어난다고 가르친 유명한 고승이 원효이다.
정토사상을 설하고 있는 불경은 약 650여 부의 대승경전 중 200여 부나 되는 것으로 보아, 정토사상이 대승불교에서 얼마나 큰 비중을 차지하고 있는지를 알 수 있다.
인도에서도 청정한 국토에 대한 설법이 유마경 등에서도 보이고, 용수의 대지도론(大智度論), 십주비바사론(十住毘婆沙論), 무착(無着)의 섭대승론(攝大乘論), 세친(世親)의 무량수경우바제사원생게(無量壽經優婆提舍願生偈) 등에서 언급되고 있다. 이러한 인도의 정토사상은 중국의 담란(曇鸞)·혜원(慧遠)·도작(道綽)·선도(善導) 등에 의하여 더욱 발전되어 정토종(淨土宗)으로까지 성립되었다. 즉, 시작은 당연히 인도불교이지만, 인도는 정토사상이 크게 발전하지는 않았으며, 중국 불교에서 정토사상이 처음으로 크게 발달했다고 알려져 있다.

## 같이 보기
- 십지